# Stanley E. Clarke III

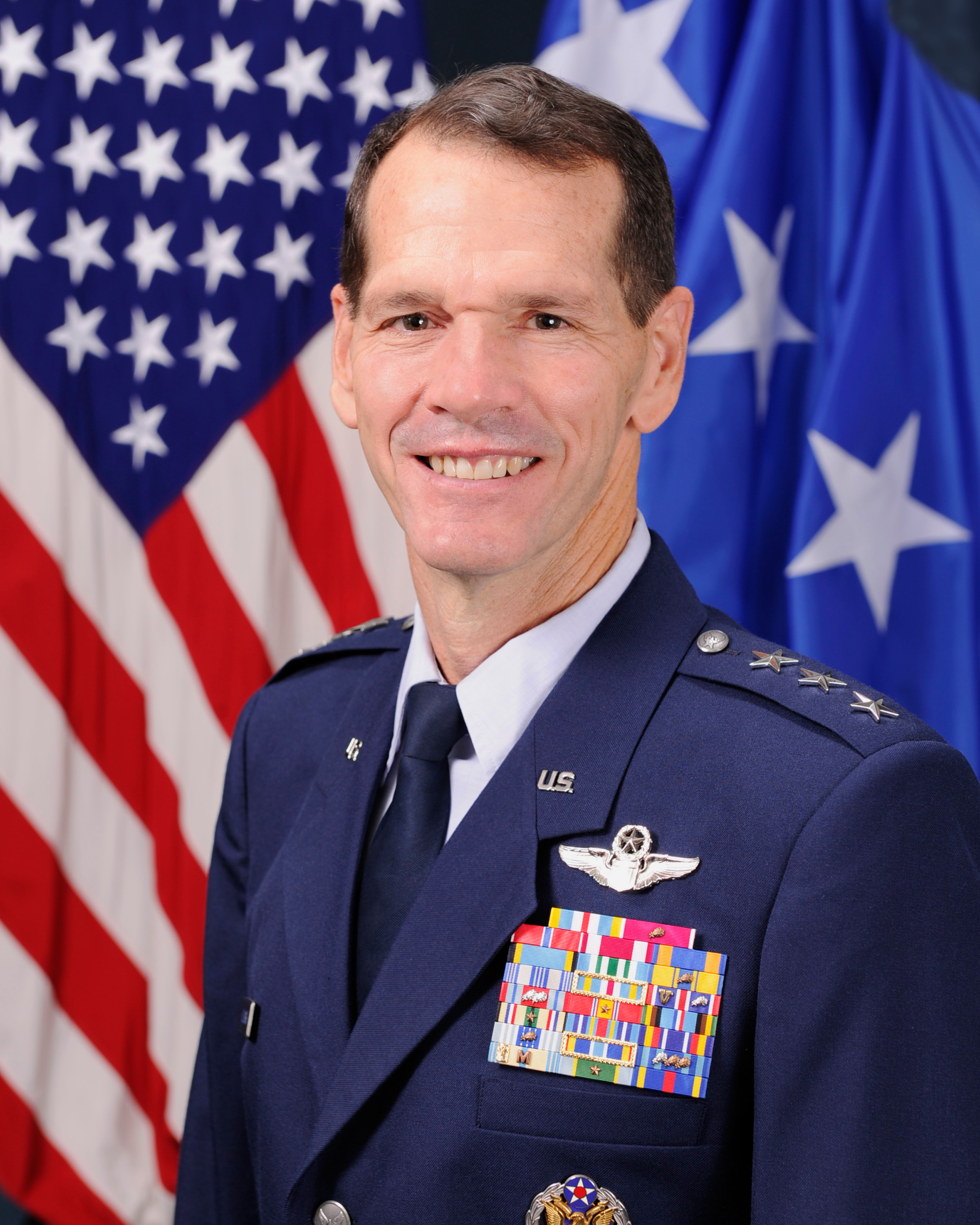
Stanley E. Clarke III

Stanley E. Clarke III (* um 1959) ist ein pensionierter Generalleutnant der United States Air Force. Er war unter anderem Kommandeur der 1. Luftflotte (First Air Force).
Über das ROTC-Programm der University of Georgia gelangte er im Jahr 1981 in das Offizierskorps der United States Air Force. Dort durchlief er anschließend alle Offiziersränge vom Leutnant bis zum Drei-Sterne-General.
Im Lauf seiner militärischen Karriere absolvierte er verschiedene Kurse und Schulungen. Dazu gehörten unter anderem eine Ausbildung zum Kampfpiloten und weitere Fortbildungskurse als Pilot neuer Flugzeugtypen; die U.S. Air Force Fighter Weapons School auf der Nellis Air Force Base in Nevada; die Squadron Officer School und das Air Command and Staff College, beide über Fernkurse; das Air War College; der Capstone General and Flag Officer Course in Fort Lesley J. McNair in Washington, D.C.; der Combined Forces Air Component Commander Course an der Air University; die Joint Military Attaché School und der Joint Flag Officer Warfighter Course, ebenfalls von der Air University abgehalten.
In seinen frühen Jahren als Offizier der Luftwaffe war er an verschiedenen Stützpunkten in den Vereinigten Staaten stationiert. Dabei war er als Pilot, Flugausbilder, Waffenoffizier oder Stabsoffizier bei unterschiedlichen Einheiten tätig. Dazwischen absolvierte er die erwähnten Schulungen. Zwischen Juni 1998 und Februar 2001 kommandierte er als Oberstleutnant die 160. Kampfstaffel (160th Fighter Squadron), die auf dem Dannelly Field in Alabama stationiert war. Anschließend war er bis zum Oktober 2002 auf dem gleichen Stützpunkt stellvertretender Kommandeur des 187. Kampfgeschwaders (187th Fighter Wing). Danach übernahm er das Kommando über dieses Geschwader, das er bis zum Dezember 2005 innehatte. Alle diese Einheiten gehörten zur Alabama National Guard. Während dieser Zeit war er zwischen Januar und Juni 2003 als Kommandeur des 410. Expeditionsgeschwaders (410th Air Expeditionary Wing) im Irakkrieg eingesetzt.
Zwischen Dezember 2005 und Juni 2006 war Stanley Clark Stabsoffizier (Assistant Adjutant General for Air) bei den Luftstreitkräften der Nationalgarde von Alabama. Daran schloss sich eine Versetzung zum Hauptquartier der Air Force in Washington, D.C. an. Dort war er zwischen Juni 2006 und Mai 2007 als Deputy Director Strategic Planning Unterabteilungsleiter in der Stabsabteilung für strategische Planungen. In den Monaten September und Oktober 2006 amtierte er kurzzeitig in Afghanistan auf der Bagram Air Base als Mitvorsitzender eines Untersuchungsausschusses (Co-president, Combined Investigation Board, Bagram Air Base).
Als Nächstes wurde Clarke als Deputy Director zum Stab der Air National Guard versetzt. Diese Aufgabe erfüllte er zwischen Mai 2007 und Juni 2008. Anschließend gehörte er bis zum Juli 2009 erneut dem Stab des Hauptquartiers der Air Force an. Es folgte eine Versetzung nach Ankara in der Türkei. Zwischen Juli 2009 und August 2011 war er dort in unterschiedlichen Funktionen im Büro für Zusammenarbeit in Verteidigungsfragen zwischen der Türkei und dem United States European Command (EUCOM) (Office of Defense Cooperation Turkey, U.S. European Command, Ankara, Turkey) tätig.
Am 31. August 2011 übernahm er auf der Tyndall Air Force Base in Florida als Nachfolger von Garry C. Dean das Kommando über die 1. Luftflotte die hauptsächlich aus Geschwadern verschiedener Nationalgarden besteht. Gleichzeitig kommandierte er das dortige regionale Kontrollzentrum des North American Aerospace Defense Commands (NORAD). Diese Aufgaben bekleidete er bis zum 7. März 2013 als William H. Etter seine Nachfolge antrat. Nach dem Ende dieser Mission erhielt Clark das Kommando über den Air National Guard. Diese Aufgabe nahm er bis zu seiner Pensionierung im Jahr 2015 wahr.
Während seiner aktiven Zeit als Militärpilot absolvierte er über 4000 Flugstunden auf verschiedenen Flugzeugtypen.
Nach seiner Pensionierung wurde Stanley Clarke im Jahr 2017 Vorstandsvorsitzender der Versicherung Armed Forces Insurance (Chair of the Board for Armed Forces Insurance).

## Daten der Beförderungen
| Abzeichen | Rang               | Jahr               |
| --------- | ------------------ | ------------------ |
|           | Second Lieutenant  | 13. Juni 1981      |
|           | First Lieutenant   | 30. September 1983 |
|           | Captain            | 30. September 1985 |
|           | Major              | 7. März 1991       |
|           | Lieutenant Colonel | 4. November 1995   |
|           | Colonel            | 1. Mai 2001        |
|           | Brigadier General  | 1. Dezember 2005   |
|           | Major General      | 26. November 2008  |
|           | Lieutenant General | 31. August 2011    |

## Orden und Auszeichnungen
Stanley Clarke III erhielt im Lauf seiner militärischen Laufbahn unter anderem folgende Auszeichnungen:
- Air Force Distinguished Service Medal
- Defense Superior Service Medal
- Legion of Merit
- Bronze Star Medal
- Meritorious Service Medal
- Air Medal
- Aerial Achievement Medal
- Joint Service Commendation Medal
- Air Force Commendation Medal
- Air Force Achievement Medal
- Joint Meritorious Unit Award
- Air Force Outstanding Unit Award
- Combat Readiness Medal
- National Defense Service Medal
- Armed Forces Expeditionary Medal
- Southwest Asia Service Medal
- Global War on Terrorism Expeditionary Medal
- Global War on Terrorism Service Medal
- Air Force Longevity Service Award